# IC 3314
IC 3314 ist eine elliptische Galaxie vom Hubble-Typ E2? im Sternbild Haar der Berenike am Nordsternhimmel.
Das Objekt wurde am 23. März 1903 von dem deutschen Astronomen Max Wolf entdeckt.